# Hepsi
Grup Hepsi var en R&B/popgruppe fra Tyrkiet.
Gruppen består af Cemre Kemer (f. 17. februar 1985), Eren Bakıcı (f. 18. maj 1984), Gülçin Ergül (f. 30. oktober 1985) og Yasemin Yürük (f. 21. september 1984). Den blev dannet i 2004 og blev i 2006 kåret som årets bedste gruppe i Tyrkiet.
Gülcin Ergül forlod gruppen i 2009, da hun valgte at prioritere sin kæreste over gruppen.

## Diskografi
- Hepsi 1 (2005)
- Hepsi 2 (2006)
- Hepsi Sezen Aksu (single, 2006)
- Hepsi Şaka 10+1 Cover (2008)